# Libra sudanesa

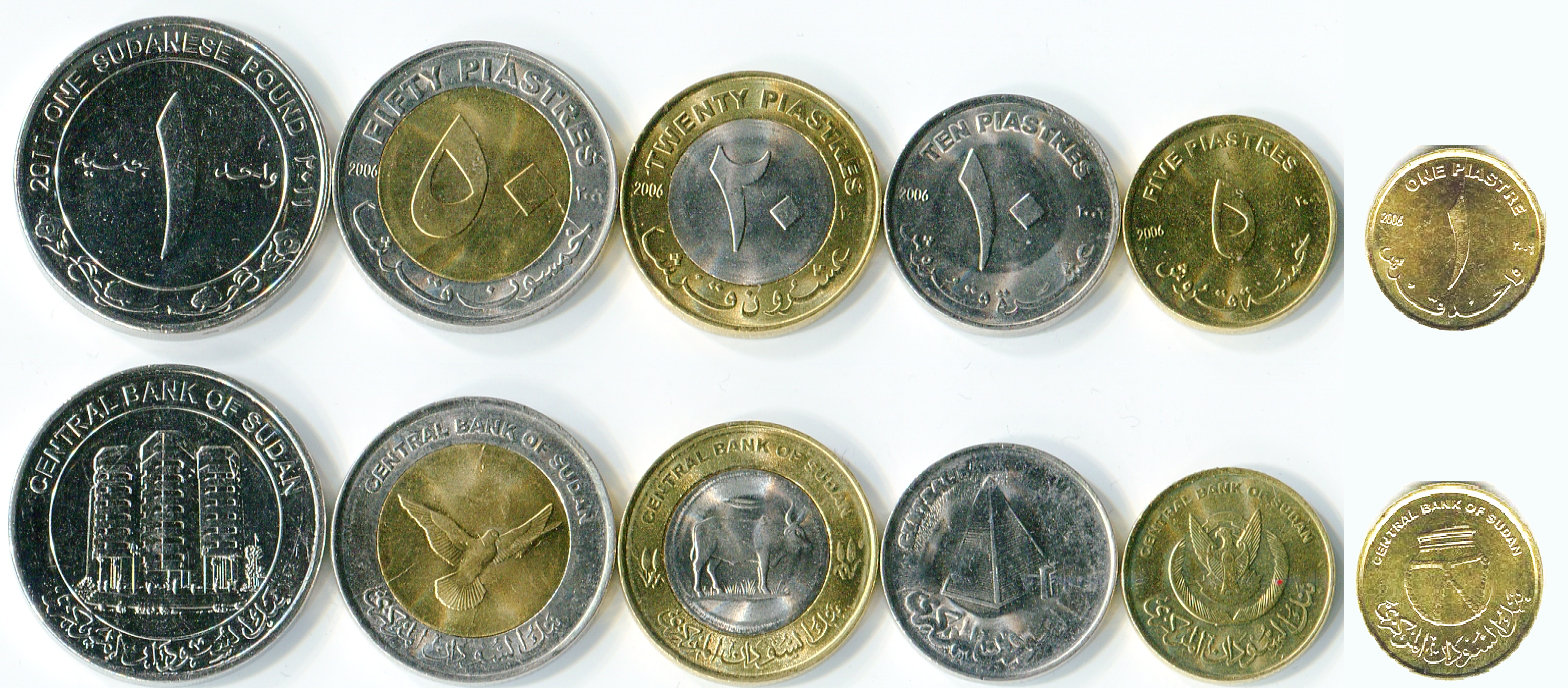
Moedas sudanesas de 2011

A libra sudanesa (em árabe: جنيه سوداني) é a unidade monetária oficial da República do Sudão desde 2006. A mesma é emitida pelo Banco Central do Sudão e subdivide-se em 100 piasters; É normalmente abreviada no alfabeto latino como £SD e no alfabeto árabe como ج.س.

## História
Em 1992, a primeira libra foi substituída pelo dinar (SDD) a uma taxa de SD 1 = LS 10. Enquanto o dinar circulava no norte do Sudão, no sul do Sudão, os preços ainda eram negociados em libras; isso terminou com o estabelecimento da libra sul-sudanesa em 2011. Em Rumbeque e Iei, o xelim queniano foi mais amplamente aceito como pagamento.
A libra caiu pela primeira vez desde 1997, depois que os Estados Unidos impuseram sanções econômicas ao Sudão. A libra sudanesa continuou seu declínio para um número sem precedentes, caindo para LS 53 contra o dólar. Essa situação, que drenou todas as medidas econômicas, levou a pesadas perdas nas repercussões externas do Sudão como um todo, à luz do corte do governo, interrompido por algumas das ações fracassadas anunciadas pelo Banco Central do Sudão, uma grave escassez de liquidez.
en 2006, De acordo com o Acordo de Paz Abrangente entre o governo da República do Sudão e o Movimento de Libertação do Povo do Sudão, o Banco Central do Sudão (CBOS) adotará um programa para emitir uma nova moeda assim que for prático durante o Período Interino. O design da nova moeda refletirá a diversidade cultural do Sudão. Até que uma nova moeda seja emitida com a aprovação das Partes nas recomendações do CBOS, as moedas em circulação no Sudão do Sul serão reconhecidas. A segunda libra começou a ser introduzida em 9 ou 10 de janeiro de 2007 e se tornou a única moeda com curso legal a partir de 1º de julho de 2007. Ela substituiu o dinar a uma taxa de LS 1 = SD 100 (ou 1 SDG = 1.000 SDP).
A terceira edição da libra sudanesa foi estabelecida em 24 de julho de 2011 após a secessão do Sudão do Sul da República do Sudão. A libra sudanesa foi moeda legal no Sudão do Sul até 31 de agosto de 2011.
A libra sudanesa caiu em relação ao dólar americano depois que o Banco Central do Sudão anunciou o levantamento da reserva de caixa para combater a inflação. Desde a secessão do Sudão do Sul em 2011, o Sudão sofreu com a escassez de divisas pela perda de três quartos de seus recursos petrolíferos e 80% dos recursos cambiais. O governo sudanês citou o preço oficial do dólar de LS 6,09 a LS 18,07 no orçamento de 2018 e LS 375,11 em março de 2021.
A libra sudanesa foi desvalorizada em 23 de fevereiro de 2021, com a taxa de câmbio oficial (indicativa) definida em LS 375,08 por dólar americano (da taxa fixa de LS 55), fechando a lacuna entre as taxas de câmbio comercial e do mercado negro.
Em julho de 2024, a libra sudanesa se desvalorizou para LS 2.100 por dólar americano no mercado paralelo.